# Rodopis
Rodopis (en llatí Rhodopis, en grec antic Ῥοδῶπις) fou una cortesana (hetaira) grega d'origen traci.
Va ser esclava juntament amb el poeta Isop tots dos propietat de Jadmó o Jantó de Samos. Després la comprà un altre samià, Xantes, que se la va emportar a Naucratis a Egipte i la va dedicar a hetaira al port d'Alexandria per obtenir diners. Mentre exercia l'ofici d'hetera, Carax de Lesbos, el germà de la poetessa Safo, que havia anat a Naucratis per negocis, es va enamorar de la cortesana i la va rescatar de l'esclavitud per una forta quantitat de diners. Safo la va atacar en un poema, acusant-la de robar la propietat al seu germà. Va romandre a Naucratis i va seguir exercint l'ofici i amb un deu per cent del que guanyava va fer una ofrena a Delfos.
Heròdot l'anomena Rodopis i Safo al seu poema li dona el nom de Dorica (Doricha) que probablement era el seu nom real mentre Rodopis, que vol dir "galtes rosades", era un nom donat per raó de la seva bellesa.
Els grecs antics tenien com a fet cert que havia construït la tercera piràmide, i encara que Heròdot es va esforçar molt en desfer el malentès, no se'n va sortir, i escriptors posteriors, com ara Plini el Vell, ho afirmaven. L'error s'explica per la confusió de Rodopis amb Nitocris, la reina heroïna de moltes llegendes egípcies i a qui Juli Africà i Eusebi Escolàstic atribuïen la construcció d'aquesta piràmide.
Rodopis també és protagonista d'una llegenda, recollida per Estrabó i Claudi Elià, que la fan reina d'Egipte, cosa que fa més versemblant la confusió amb Nitocris. Diu la llegenda que un dia que Rodopis es banyava al riu Nil, va baixar un falcó (Horus, el protector de la reialesa) i li va prendre una de les seves sandàlies, portant-la fins a Memfis, on vivia el faraó i deixant-la caure sobre els seus genolls. Sorprès pel fet i veient l'exquisida factura de la sandàlia, el rei es va imaginar la delicadesa del peu i va manar cercar a la propietària per tot el país. Quan van trobar a la jove el rei se'n va enamorar i immediatament es va casar amb ella.